# Игры патриотов
«Игры патриотов» (англ. Patriot Games) — американский художественный фильм, политический триллер Филлипа Нойса, вышедший на экраны в 1992 году. Экранизация одноимённого произведения Тома Клэнси.

## Сюжет
Бывший офицер морской пехоты и сотрудник ЦРУ, а ныне профессор военно-морской академии США, Джек Райан (Харрисон Форд), находясь в Лондоне с докладом, случайно становится свидетелем террористического акта представителей ирландской террористической организации против семьи кузена королевы лорда Холмса. Райан предотвращает трагедию. На суде выживший террорист Шон Миллер обещает отомстить ему за смерть брата.
Глава террористов О’Доннел, убеждённый, что для победы нужно атаковать саму королевскую семью, через высокопоставленного предателя узнаёт о маршруте этапирования Миллера и отбивает его. Террористы удаляются для тренировок в лагерь, расположенный в пустыне, а Райан возвращается на родину. В США приезжает деятель ИРА Падди O’Нил. Чтобы сорвать его кампанию по сбору денег, вернувшиеся террористы совершают нападение на Райана и его семью. Дочь Райана тяжело ранена, взбешённый отец устремляется к адмиралу Гриру, своему бывшему начальнику по ЦРУ, и тот принимает его обратно на работу.
Райан вспоминает, что перед нападениями террористов видел одну и ту же женщину и, шантажируя O’Нила, выбивает из него информацию о ней. Он отмечает её появление на спутниковой фотографии вместе с бежавшим из Лондона пособником террористов Деннисом Кули. После его доклада команда САС зачищает лагерь.
Лорд Холмс, приехавший с визитом в США, наносит визит в дом Райана. Внезапно пропадает свет и исчезает связь с охранниками. Почуявший опасность Райан разоблачает и раскалывает предателя — секретаря Холмса Уоткинса и, после стычки с ворвавшимися в его дом террористами, выводит своих гостей через подвал к берегу, где находит два катера, на которых приплыли террористы. Жертвуя собой, Райан уплывает на одном из катеров, террористы преследуют его, но, разгадав его замысел, решают повернуть назад. Помешавшийся на мести Шон Миллер расстреливает своих товарищей и догоняет Райана. Он перепрыгивает в его катер но Райан насаживает террориста на якорь. Катер врезается в риф, Райан выпрыгивает за борт, его подбирает подлетевший вертолёт спецназа.

## В ролях
- Харрисон Форд — Джек Райан
- Шон Бин — Шон Миллер
- Энн Арчер — доктор Каролина «Кэти» Райан
- Патрик Берджин — Кевин О’Доннел
- Тора Бёрч — Салли Райан
- Джеймс Фокс — лорд Уильям Холмс
- Эллен Гир — Роза
- Сэмюэл Л. Джексон — подполковник Робби Джексон
- Полли Уокер — Анетта
- Джеймс Фримен — Марти Кантор
- Джеймс Эрл Джонс — адмирал Джеймс Грир
- Ричард Харрис — Падди O’Нил
- Алекс Нортон[англ.] — Деннис Кули
- Хью Фрейзер — Джеффри Уоткинс
- Дэвид Трелфелл — инспектор Роберт Хайленд
- Алан Армстронг — сержант Оуэнс
- Тед Рэйми — техник ЦРУ
- Боб Гантон — интервьюер
- Тим Даттон[англ.] — констебль

## Съёмки
Актёры, сыгравшие Джека и Кэролайн Райанов в «Охоте за „Красным Октябрём“», Алек Болдуин и Гейтс Макфадден, не смогли принять участие в съёмках продолжения. Согласно официальной версии, студия не могла гарантировать Болдуину, что съёмки продлятся не более трёх месяцев, что ставило под угрозу его выступление в «Трамвае „Желание“» на Бродвее. В 2011 году Болдуин заявил, что это была всего лишь уловка и он не появился в фильме, поскольку студия предпочла его более знаменитому актеру.
Том Клэнси, автор одноимённого романа, устранился от работы над фильмом ввиду расхождений сценария и текста книги. По его словам, из двухсот сцен в фильме лишь одна соответствует книге. Клэнси, уделяющий серьёзное внимание деталям в своих книгах, был также сильно огорчён множеством ляпов в предоставленных ему сценариях.
В свою очередь режиссёр Филлип Нойс выразил недоумение по поводу претензий Клэнси, поскольку около 90 % замечаний писателя были учтены.
Съёмки фильма начались в ноябре 1991 года в Лондоне и на сценических площадках Pinewood Studios, затем переместились в США и проходили в Военно-морской академии США в Аннаполисе. Съёмочной группе был также предоставлен допуск на территорию ЦРУ в Лэнгли. Это был первый случай в истории, когда кинопроизводителям разрешили вести съемки с таким уровнем доступа на территорию.
В ходе съёмки сцены поединка Райана с Миллером Харрисон Форд нечаянно ранил Шона Бина в лицо лодочным якорем. В результате Бин получил шрам над левым глазом.
В фильме использовался фрагмент песни ирландской группы Clannad «Theme from Harry’s Game», написанной в качестве саундтрека к британскому сериалу «Harry’s Game» (ITV, 1982).
У фильма есть продолжение — «Прямая и явная угроза».